# Hypena ochreipennis
Hypena ochreipennis är en fjärilsart som beskrevs av Moore. Hypena ochreipennis ingår i släktet Hypena och familjen nattflyn. Inga underarter finns listade i Catalogue of Life.